# Полиці (Церкно)
Полиці (словен. Police) — невелике село в общині Церкно, Регіон Горішка, Словенія. Висота над рівнем моря: 549.7 м. 